# Loxura owadai
Loxura owadai är en fjärilsart som beskrevs av Hayashi 1976. Loxura owadai ingår i släktet Loxura och familjen juvelvingar. Inga underarter finns listade i Catalogue of Life.